# Colonia Odisea
Colonia Odisea är en ort i Mexiko.   Den ligger i kommunen Santa María Atzompa och delstaten Oaxaca, i den sydöstra delen av landet, 400 km sydost om huvudstaden Mexico City. Colonia Odisea ligger 1 575 meter över havet och antalet invånare är 140.
Terrängen runt Colonia Odisea är varierad. Runt Colonia Odisea är det mycket tätbefolkat, med 3 494 invånare per kvadratkilometer. Närmaste större samhälle är Oaxaca de Juárez, 6,4 km sydost om Colonia Odisea. Trakten runt Colonia Odisea består till största delen av jordbruksmark.